# Данлап, Виктория
Виктория Данлап (англ. Victoria Dunlap; род. 19 сентября 1989 года, Нашвилл, штат Теннесси, США) — американская профессиональная баскетболистка, выступавшая в женской национальной баскетбольной ассоциации. Была выбрана на драфте ВНБА 2011 года в первом раунде под общим одиннадцатым номером клубом «Вашингтон Мистикс». Играла на позиции лёгкого форварда.

## Ранние годы
Виктория Данлап родилась 19 сентября 1989 года в городе Нашвилл (штат Теннесси), училась она там же в академии Брентвуда, в которой выступала за местную баскетбольную команду.